# Parque de Bruselas

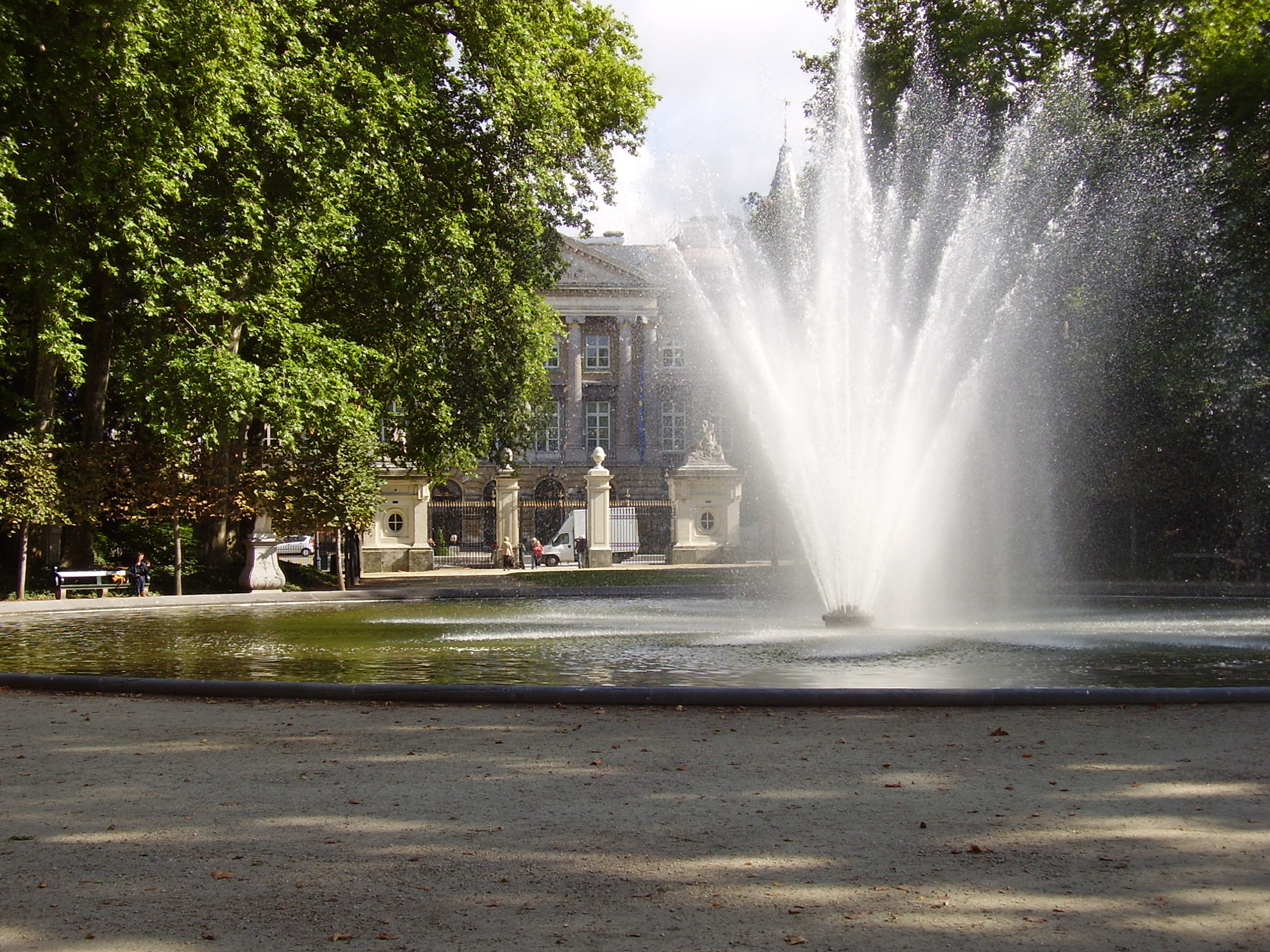
Parque de Bruselas

El Parque de Bruselas (Parc de Bruxelles en francés) o Warandeparkⓘ en neerlandés, es el parque urbano más grande de la ciudad de Bruselas. Está rodeado por el Palacio Real de Bruselas, el Parlamento Belga y la embajada de los Estados Unidos. Durante el verano se organizar fiestas cada fin de semana en el centro del parque.

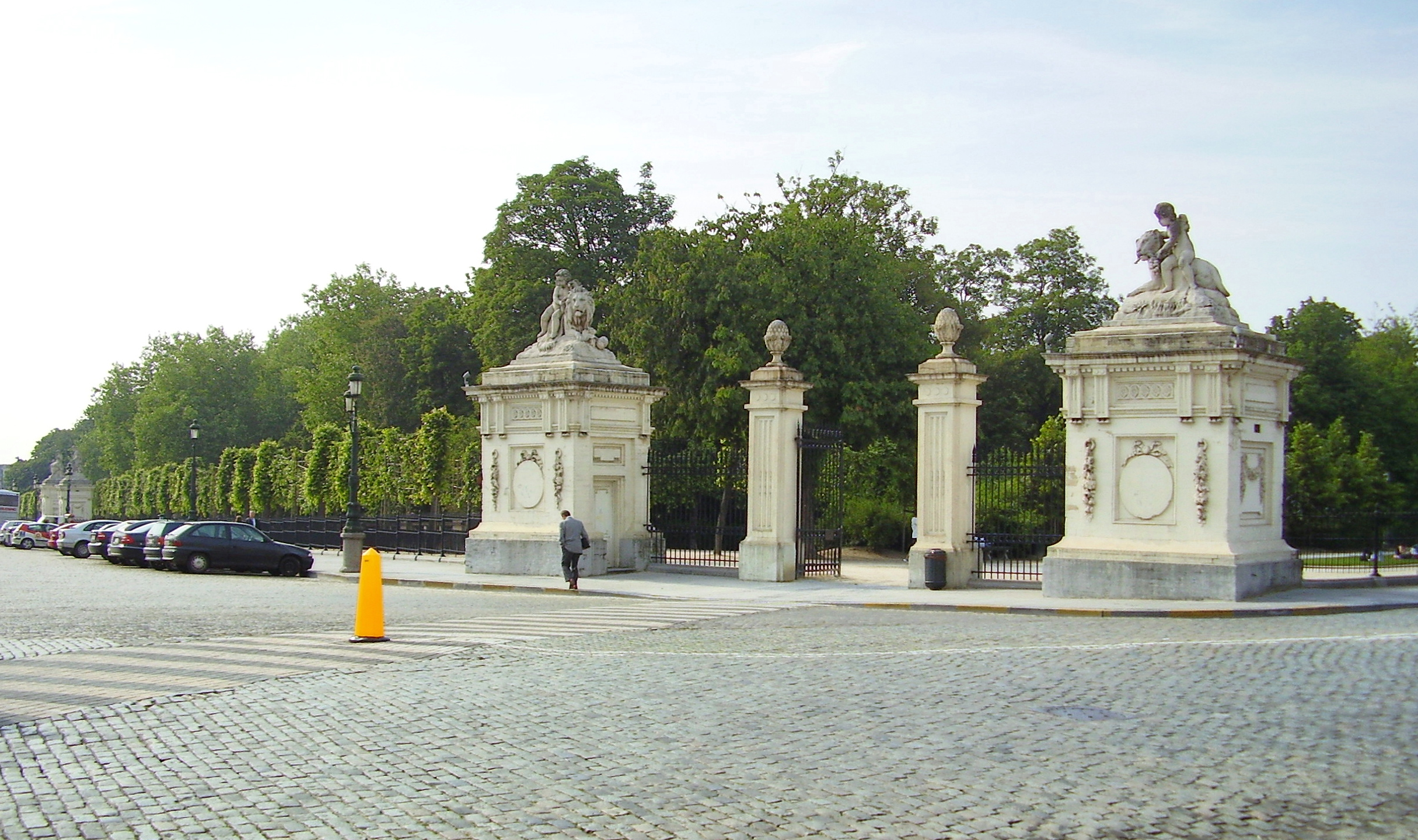
Una de las entradas al Parque de Bruselas

## Historia
Fue construido en 1775 sobre las ruinas del castillo de los Duques de Brabante, sobre la cima de la colina Coudenberg, y comúnmente conocido como «el antiguo palacio», o «el palacio quemado» tras el fuego que lo redujo a escombros en 1731. 
Revisado y ampliado durante el reinado de Juan III de Brabante y después también por Felipe III de Borgoña, el castillo estaba rodeado por la Plaza de Bailles; vallado y con la parte posterior dividida en dos partes: el gran parque de Warande y el pequeño, ubicado en el valle de Koperbeek, entre la parte trasera del palacio. Este incluía un jardín privado conocido como «Feuillée», algunas veces «Laberinto» por evocar los detalles del laberinto de Corinto. En la parte opuesta había un viñedo, un invernadero de naranjos y una pajarera con exóticos ejemplares; en el resto del valle había un jardín floral y un estanque. 
En 1783 revolucionarios franceses destrozaron las estatuas y bustos de los emperadores romanos que adornaban el parque.
La ciudad de Bruselas intentó reparar el daño causado tan pronto como pudo. Falta de dinero, organizó inmediatamente una colecta pública después que acabó sobrepasando las expectaciones.
Durante la revolución para la independencia de Bélgica, el parque se usó como refugio del ejército Holandés asediado por los insurgentes, del 23 al 27 de septiembre de 1830, cuando se retiraron a Amberes.
Víctima de tantos reveses del tiempo, el parque ha sufrido otra restauración que acabó en el 2001. Se replantaron árboles, recuperaron arbustos, caminos y se plantó césped, así como la instalación de mobiliario urbano y quiosco.

## Diseño
Los caminos, que ocupan casi la mitad del área, se componen de tres «avenidas» principales que se entrecruzan, proporcionando el enlace entre las calles Real y Ducal en ambas partes de la ciudad. El eje del camino de la derecha lo determina el Palacio Real, desplazado de la Calle Real debido a la presencia de terraplenes. 
El deseo del diseñador, Bernabé Guimard, se centró en el desarrollo del parque como centro reconocido por los barrios colindantes, proporcionando buenas comunicaciones para favorecer la expansión de la ciudad. Los trabajos se llevaron a cabo desde 1776 hasta 1783. Todo se niveló y reconstruyó: 1218 árboles se plantaron para dibujar nuevos caminos en los cruces que conectaban el Palacio de Justicia de Bruselas, el Palacio Real de Bruselas, el Palacio de la Nación y el Palacio del Trono.